# Отто Пфістер (гімнаст)
Отто Пфістер (нім. Otto Pfister, нар. 3 вересня 1900 — дата смерті невідома) — швейцарський гімнаст. На Олімпіаді 1924 року в Парижі він виграв бронзову медаль у командних змаганнях після італійців та французів, а на Олімпійських іграх в Амстердамі 1928 виграв золоту медаль в командному заліку, випереджаючи чехословаків і югославів.